# Jakub Dobeš
Jakub Dobeš, född 27 maj 2001, är en tjeckisk professionell ishockeymålvakt som är kontrakterad till Montreal Canadiens i National Hockey League (NHL) och spelar för Rocket de Laval i American Hockey League (AHL).
Han har tidigare spelat för Ohio State Buckeyes i National Collegiate Athletic Association (NCAA); Omaha Lancers i United States Hockey League (USHL) samt Topeka Pilots i North American Hockey League (NAHL).
Dobeš draftades av Montreal Canadiens i femte rundan i 2020 års draft som 136:e spelare totalt.